# 최윤준
최윤준(1964년 9월 12일 ~ )은 대한민국의 배우다.

## 출연작

### 드라마
- 《내 눈에 콩깍지》(2022년, KBS1)
- 《황금 가면》 (2022년, KBS2) - 박상도(서유민) 역
- 《으라차차 내 인생》 (2022년, KBS1) - 부동산 중개인 역
- 《신사와 아가씨》 (2021년~2022년, KBS2)
- 《우아한 모녀》 (2019년, KBS2)
- 《사이코메트리 그녀석》 (2019년, tvN)
- 《의사요한》 (2019년, SBS)
- 《훈남정음》 (2018년, SBS)
- 《뷰티 인사이드》 (2018년, JTBC)
- 《리치맨》 (2018년, MBN & 드라맥스)
- 《내일도 맑음》 (2018년, KBS1)
- 《파도야 파도야》 (2018년, KBS2)
- 《별별 며느리》 (2017년, MBC)
- 《맨홀 - 이상한 나라의 필》 (2017년, KBS2)
- 《고백부부》 (2017년, KBS2)
- 《아이돌마스터.KR - 꿈을 드림》 (2017년, SBS funE)
- 《최강 배달꾼》 (2017년, KBS2)
- 《달콤한 원수》 (2017년, SBS)
- 《꽃 피어라 달순아!》 (2017년, KBS2)
- 《도둑놈, 도둑님》 (2017년, MBC)
- 《이름 없는 여자》 (2017년, KBS2)
- 《자체발광 오피스》 (2017년, MBC)
- 《그 여자의 바다》 (2017년, KBS2)
- 《황금주머니》 (2016년, MBC)
- 《신데렐라와 네 명의 기사》 (2016년, tvN)
- 《끝에서 두번째 사랑》 (2016년, SBS)
- 《월계수 양복점 신사들》 (2016년, KBS2)
- 《싸우자 귀신아》 (2016년, tvN)
- 《당신은 선물》 (2016년, SBS)
- 《별난 가족》 (2016년, KBS1)
- 《옥중화》 (2016년, MBC) - 배역미상 역
- 《쇼핑왕 루이》 (2016년, MBC)
- 《달의 연인 - 보보경심 려》 (2016년, SBS)
- 《미세스 캅 2》 (2016년, SBS)
- 《그래, 그런거야》 (2016년, SBS)
- 《응답하라 1988》 (2015년, tvN)
- 《내일도 승리》 (2015년, MBC) - 이만복 역
- 《우리집 꿀단지》 (2015년, KBS1)
- 《다 잘될 거야》 (2015년, KBS2)
- 《장사의 신 - 객주 2015》 (2015년~2016년, KBS2)
- 《가족을 지켜라》 (2015년, KBS1)
- 《내 딸, 금사월》 (2015년~2016년, MBC)
- 《발칙하게 고고》 (2015년, KBS2)
- 《너를 기억해》 (2015년, KBS2)
- 《별이 되어 빛나리》 (2015년, KBS2)
- 《화정》 (2015년, MBC)
- 《그래도 푸르른 날에》
- 《블러드》 (2015년, KBS2)
- 《징비록》 (2015년, KBS1)
- 《닥터 프로스트》 (2014년, OCN) - 송호철 역
- 《운명처럼 널 사랑해》 (2014년, MBC) - 섬마을 주민 역
- 《조선 총잡이》 (2014년, KBS2)
- 《정도전》 (2014년, KBS1)
- 《황금 무지개》 (2013년~2014년, MBC)
- 《여왕의 교실》 (2013년, MBC) - 민승기 역
- 《불의 여신 정이》 (2013년, MBC) - 배역미상 역
- 《구암 허준》 (2013년, MBC) - 산음사또 하인 역
- 《최고다 이순신》(2013년, KBS2)
- 《백년의 유산》 (2013년, MBC) - 민효동의 직장동료 역
- 《삼생이》 (2013년, KBS2) - 봉한의원 직원 역
- 《학교 2013》 (2012년~2013년, KBS2) - 슈퍼 사장 역
- 《대풍수》 (2012년~2013년, SBS) - 고려 백성
- 《내 딸 서영이》 (2012년~2013년, KBS2)
- 《아랑사또전》 (2012년, MBC) - 마을 사람 역
- 《빅》 (2012년, KBS2) - 부동산중개업자 역
- 《마의》 (2012년~2013년, MBC) - 호패 확인하는 포졸 역
- 《각시탈》 (2012년, KBS2) - 송 사장 역
- 《그래도 당신》 (2012년, SBS)
- 《바보엄마》 (2012년, SBS) - 포장마차 주인 역
- 《신들의 만찬》 (2012년, MBC) - 춘보 역
- 《내 딸 꽃님이》 (2011년~2012년, SBS) - 보육원 원장 역
- 《하이킥! 짧은 다리의 역습》 (2011년~2012년, MBC)
- 《공주의 남자》 (2011년, KBS2) - 병졸
- 《광개토태왕》 (2011년~2012년, KBS1) - 관미성 백성 역
- 《사백년의 꿈》 (2011년, KBS2)
- 《시티헌터》 (2011년, SBS)
- 《강력반》 (2011년, KBS2) - 모텔 사장 역
- 《마이더스》 (2011년, SBS)
- 《반짝반짝 빛나는》 (2011년, MBC) - 도박하는 남자 역
- 《짝패》 (2011년, MBC) - 양반 역
- 《파라다이스 목장》 (2011년, SBS) - 목장을 팔려는 남자 역
- 《마이 프린세스》 (2011년, MBC)
- 《웃어라 동해야》 (2010년, KBS1)
- 《제빵왕 김탁구》 (2010년, KBS2) - 우체국 직원 역
- 《자이언트》 (2010년, SBS) - 한강회사 경비원 역
- 《동이》 (2010년, MBC) - 백성 역
- 《거상 김만덕》 (2010년, KBS1) - 상인 역
- 《2009 전설의 고향》 (2009년, KBS2)
- 《선덕여왕》 (2009년, MBC) - 백성 역
- 《두 아내》 (2009년, SBS)
- 《조선추리활극 정약용》 (2009년, OCN)
- 《파트너》 (2009년, KBS2)
- 《돌아온 일지매》 (2009년, MBC) - 봉이 부 역
- 《천추태후》 (2009년, KBS2) - 시전상인 역
- 《시티홀》 (2008년, SBS)
- 《2008 전설의 고향》 (2008년, KBS2)
- 《일지매》 (2008년, SBS) - 피전주 역
- 《온에어》 (2008년, SBS)
- 《대왕 세종》 (2008년, KBS1) -백성
- 《조선과학수사대 별순검 시즌 1》 (2007년, MBC 드라마넷) - 포졸 역
- 《뉴하트》 (2007년~2008년, MBC)
- 《이산》 (2007년~2008년, MBC) - 보부상, 양진수네 노비 역
- 《태왕사신기》 (2007년, SBS) - 말갈 시우부족민 역
- 《커피프린스 1호점》 (2007년, MBC)
- 《진주 목걸이》 (2007년, KBS2)
- 《고맙습니다》 (2007년, MBC) - 김 기사 역
- 《헬로! 애기씨》 (2007년, KBS2) - 만두공장 직원 역
- 《MBC 베스트극장 - 적루몽》 (2007년, MBC)
- 《황진이》 (2006년, KBS2) - 김은호 집 하인 역
- 《환상의 커플》 (2006년, MBC)
- 《대조영》 (2006~2007년, KBS1) - 고구려 유민 역
- 《연개소문》
- 《주몽》 (2006년~2007년, MBC)
- 《강이 되어 만나리》 (2006년, KBS1)
- 《사랑과 야망》 (2006년, SBS) - 원 사장 역
- 《서울 1945》 (2006년, KBS1) - 덕산 주민 역
- 《서동요》 (2005년~2006년, SBS) - 고구려 사신 역
- 《부활》 (2005년, KBS2) - 노조원 역
- 《제5공화국》 (2005년, MBC) - 김병두, 리창용 역
- 《환생: 넥스트》 (2005년, MBC)
- 《신돈》 (2005년~2006년, MBC) - 장수 역
- 《마이걸》 (2005년, SBS)
- 《MBC 베스트극장 - 낙조 속에서 울다》 (2005년, MBC)
- 《해신》 (2004년~2005년, KBS2) - 목검 훈련 사내 역
- 《부모님전상서》(2004년~2005년, KBS2)
- 《지금도 마로니에는》 (2005년, EBS1) - 중앙정보브 요원 역
- 《두번째 프러포즈》 (2004년, KBS2)
- 《명동백작》 (2004년, EBS1) - 의사 역
- 《영웅시대》 (2004년~2005년, MBC) - 멍석장사꾼, 고물상 주인, 군인 역
- 《왕꽃 선녀님》 (2004년~2005년, MBC) - 차주 역
- 《장길산》 (2004년, SBS)
- 《불멸의 이순신》 (2004년~2005년, KBS1) - 백성, 행인 역
- 《아일랜드》 (2004년, MBC)
- 《대장금》 (2003년~2004년, MBC) - 민정호네 노비 역
- 《대망》 (2002년~2003년, SBS)
- 《야인시대》 (2002년~2003년, SBS)

### 영화
- 《복면달호》 (2007년) - 홍금만 역
- 《한반도》 (2006년) - 국정원 요원 역
- 《로망스》 (2006년) - 탱고원장 역
- 《명자 아끼꼬 쏘냐》  (1992년)

### 방송
- (KBS2)
- 《긴급구조 119》
- 《공개수배 사건 25시》
- (KBS1)
- 《TV는 사랑을 싣고》
- 《이것이 인생이다》
- (MBC)
- 《실화극장 죄와벌》
- 《신비한TV 서프라이즈》
- 《꼭 한번 만나고 싶다》
- 《현장기록 형사》
- (SBS)
- 《솔로몬의 선택》
- 《별난행운 인생대역전》
- (ITV)
- 《리얼스토리 실제상황》
- 《미스터리극장 위험한 초대》
- (MBN)
- 《기막힌 이야기 실제상황》
- (TV조선)
- 《이것은 실화다》